# Isotogastruridae
Isotogastruridae es una familia de Collembola en el orden Poduromorpha. Contiene un solo género Isotogastrura.

## Descripción
Diminutos (menos de 0.5 mm de largo), delgados, pálidos con cuerpos delgados y cilíndricos, patas cortas y fúrcula corta. Las antenas son más cortas que la cabeza y tienen cuatro articulaciones. La cabeza es bastante grande, ligeramente más larga que ancha, con cuatro ojos oscuros a cada lado.

## Distribución y hábitat
La mayoría de las especies conocidas son de América Central y el Caribe, aunque también hay especies en las islas Canarias (Fuerteventura), Nueva Caledonia y Madagascar.
Viven en las playas del mar en la arena o alrededor de las raíces de las plantas de la playa.

## Taxonomía
- Género Isotogastrura - Thibaud, J-M et Najt, J, 1992[2]
  - Isotogastrura ahuizotli - Palacios-Vargas, JG et Thibaud, J-M, 1998
  - Isotogastrura arenicola - Thibaud, J-M et Najt, J, 1992
  - Isotogastrura atuberculata - Palacios & Thibaud, 2001
  - Isotogastrura coronata - Fjellberg, 1995
  - Isotogastrura litoralis - Thibaud, J-M et Weiner, WM in Najt, J et Matile, L, 1997
  - Isotogastrura madagascariensis - Thibaud, J-M, 2008
  - Isotogastrura veracruzana - Palacios-Vargas, JG et Thibaud, J-M, 1998